# Kathleen Russell
Kathleen Russell, född 17 november 1912, död 26 november 1992 i Johannesburg, var en sydafrikansk simmare.
Russell blev olympisk bronsmedaljör på 4 x 100 meter frisim vid sommarspelen 1928 i Amsterdam.